# Джазират-Неби-Салех
Джазират-Неби-Салех (араб. جزيرة النبيه صالح‎) — остров в Бахрейнском архипелаге в Персидском заливе, между городом Манама и островом Эс-Ситра, к востоку от Тубли. Административно относится к Столичной мухафазе.
Остров связан мостами с островом Эс-Ситра и городом Манама.